# 34.ª edición de los Premios Grammy
La 34.ª edición de los Premios Grammy se celebró el 25 de febrero de 1992 en el Radio City Music Hall de Nueva York, en reconocimiento a los logros discográficos alcanzados por los artistas musicales durante el año anterior. El evento fue presentado por Whoopi Goldberg y fue televisado en directo en Estados Unidos por CBS. Natalie Cole fue la gran ganadora obteniendo un total de tres galardones.
Esta edición cambio las estatuillas, dándole una base negra más proporcional en vez de la anterior base madera pequeña y un mejor acabado en el oro. También incorporó por primera vez las siguientes categorías de premios: mejor interpretación pop tradicional y mejor álbum de world music. 

## Ganadores

### Generales
- Grabación del año
  - David Foster (productor); Natalie Cole & Nat King Cole (intérpretes)  por "Unforgettable"
- Álbum del año
  - David Foster (productor); Natalie Cole (intérprete) por Unforgettable... with Love
- Canción del año
  - Irving Gordon (compositor); Natalie Cole & Nat King Cole (intérpretes) por "Unforgettable"
- Mejor artista novel
  - Marc Cohn

### Alternativa
- Mejor álbum de música alternativa
  - R.E.M. por Out of Time

### Blues
- Mejor álbum de blues tradicional
  - B. B. King por Live at the Apollo
- Mejor álbum de blues contemporáneo
  - Buddy Guy por Damn Right, I've Got the Blues

### Clásica
- Mejor interpretación orquestal
  - Daniel Barenboim (director) & Chicago Symphony Orchestra por Corigliano: Sinfonía n.º 1
- Mejor interpretación solista vocal clásica
  - Dawn Upshaw por The Girl With Orange Lips (Falla, Ravel, etc.)
- Mejor grabación de ópera
  - Cord Garben (productor), James Levine (director), Hildegard Behrens, Reiner Goldberg, Matti Salminen, Hanna Schwarz, Cheryl Studer, Bernd Weikl, Ekkehard Wlaschiha, & Metropolitan Opera Orchestra por Wagner: Götterdämmerung
- Mejor interpretación coral (que no sea ópera)
  - Georg Solti (director), Margaret Hillis (director de coro) & Chicago Symphony Orchestra & Chorus por Bach: Misa en si menor
- Mejor interpretación clásica, solista instrumental (con orquesta)
  - Leonard Slatkin (director), John Browning & Orquesta Sinfónica de San Luis por Barber: Concierto para piano
- Mejor interpretación clásica, solista instrumental (sin orquesta)
  - Alicia de Larrocha por Granados: Goyescas; Allegro de Concierto; Danza Lenta
- Mejor interpretación de música de cámara
  - Emanuel Ax, Jaime Laredo, Yo-Yo Ma & Isaac Stern por Brahms: Cuartetos con piano Op. 25 & Op. 26
- Mejor composición clásica contemporánea
  - John Corigliano (compositor), Daniel Barenboim (director) & Chicago Symphony Orchestra por Corigliano: Sinfonía n.º 1
- Mejor álbum de música clásica
  - Hans Weber (productor), Leonard Bernstein (director), June Anderson, Nicolai Gedda, Adolph Green, Jerry Hadley, Della Jones, Christa Ludwig, Kurt Ollmann & London Symphony Orchestra por Bernstein: Candide

### Comedia
- Mejor álbum de comedia
  - Peter Schickele por P.D.Q. Bach: WTWP Classical Talkity-Talk Radio

### Composición y arreglos
- Mejor composición instrumental
  - Elton John (compositor); James Galway (intérprete) por "Basque"
- Mejor canción escrita específicamente para una película o televisión
  - Bryan Adams, Michael Kamen & Robert John "Mutt" Lange (compositores); Bryan Adams (intérprete) por "(Everything I Do) I Do It For You" (de Robin Hood)
- Mejor álbum de banda sonora original instrumental escrita para una película o televisión
  - John Barry (compositor) por Dances with Wolves
- Mejor arreglo instrumental
  - Dave Grusin (arreglista) por "Medley: Bess You Is My Woman / I Loves You Porgy"
- Mejor arreglo instrumental acompañado de vocalista
  - Johnny Mandel (arreglista); Natalie Cole & Nat King Cole (intérpretes) por "Unforgettable"

### Country
- Mejor interpretación vocal country, femenina
  - Mary Chapin Carpenter por "Down at the Twist and Shout"
- Mejor interpretación vocal country, masculina
  - Garth Brooks por Ropin' the Wind
- Mejor interpretación country, duo o grupo
  - The Judds por "Love Can Build a Bridge"
- Mejor colaboración vocal country
  - Vince Gill, Ricky Skaggs & Steve Wariner por "Restless"
- Mejor interpretación instrumental country
  - Mark O'Connor por The New Nashville Cats
- Mejor canción country
  - John Jarvis, Naomi Judd & Paul Overstreet (compositores); The Judds (intérpretes) por "Love Can Build a Bridge"
- Mejor grabación de bluegrass
  - Carl Jackson & John Starling por Spring Training

### Espectáculo musical
- Mejor álbum de espectáculo con reparto original
  - Cy Coleman (productor y compositor), Mike Berniker (productor), Adolph Green, Betty Comden (letristas) & el reparto original de Broadway por The Will Rogers Follies

### Folk
- Mejor álbum de folk tradicional
  - Ken Burns & John Colby (productores); varios intérpretes por The Civil War - Original Soundtrack
- Mejor álbum de folk contemporáneo
  - John Prine por The Missing Years

### Gospel
- Mejor álbum gospel pop
  - Steven Curtis Chapman por For the Sake of the Call
- Mejor álbum gospel rock contemporáneo
  - Russ Taff por Under Their Influence
- Mejor álbum gospel soul tradicional
  - Mighty Clouds of Joy por Pray For Me
- Mejor álbum gospel soul contemporáneo
  - BeBe Winans & CeCe Winans por Different Lifestyles
- Mejor álbum gospel sureño
  - Gaither Vocal Band por Homecoming
- Mejor álbum gospel, coro o coros
  - Gary Hines (director de coro); The Sounds of Blackness (intérpretes) por The Evolution of Gospel

### Hablado
- Mejor grabación hablada
  - Ken Burns por The Civil War

### Histórico
- Mejor álbum histórico
  - Steven Lasker & Andy McKaie (productores) por Billie Holiday - The Complete Decca Recordings

### Infantil
- Mejor grabación para niños
  - Clifford "Barney" Robertson (productor); The Maranatha! Kids (intérprete) por A Capella Kids

### Jazz
- Mejor interpretación jazz instrumental, solista
  - Stan Getz por "I Remember You"
- Mejor interpretación jazz instrumental, grupo
  - Oscar Peterson Trio por Saturday Night at the Blue Note
- Mejor interpretación jazz instrumental, conjunto grande
  - Dizzy Gillespie por Live at the Royal Festival Hall
- Mejor interpretación jazz vocal
  - Take 6 por He Is Christmas
- Mejor interpretación jazz contemporáneo
  - The Manhattan Transfer por "Sassy"

### Latina
- Mejor álbum de pop latino
  - Vikki Carr por Cosas del Amor
- Mejor álbum latino tropical tradicional
  - Juan Luis Guerra por Bachata rosa
- Mejor interpretación mexicano-americana
  - Little Joe por 16 de septiembre

### New age
- Mejor interpretación new age
  - Chip Davis por Fresh Aire 7